# Turistická značená trasa 3099
Turistická značená trasa 3099 značená zeleně vede od Smaragdového jezírka přes vrchol Plešivec do Rejkovic k železniční stanici. Měří 4,5 km.

## Popis trasy
Trasa začíná u Smaragdového jezírka. Vede po nezpevněných cestách lepší i horší schůdnosti na Plešivec kde se kříží s červenou značkou vedoucí ze Lhotky a Čenkova. Turista se zde může pokochat výhledem na Jince a okolí. Odtud cesta pokračuje opět po nezpevněném povrchu z kopce do Rejkovic. Výškový rozdíl je asi 300m. Nejvyšším bodem je Plešivec, nejnižším Rejkovice.